# Asenowgrad (stacja kolejowa)
Asenowgrad (bułg. Железопътна гара Асеновград) – stacja kolejowa w miejscowości Asenowgrad, w obwodzie Płowdiw, w Bułgarii. Znajduje się około 18 km od Płowdiwu. Stacja została otwarta w 1928 roku przez cara Borysa III. Jest stacją końcową linii z Płowdiwu.

## Linie kolejowe
- Płowdiw – Asenowgrad